# نوبوآکی کندو
کوندو نوبواکی (نوبوکی کوندو ، 1966 فوریه -) مورخ ژاپنی و پژوهشگر تاریخ غرب آسیا است. او استاد موسسه زبان و فرهنگ آسیایی و آفریقایی در دانشگاه مطالعات خارجی توکیو است.

## زندگینامه
در سال 1989 از گروه تاریخ شرقی ، دانشکده ادبیات دانشگاه توکیو فارغ التحصیل شد و در سال ۱۹۹۴ دوره دکترا را در زمینه تاریخ شرق گذراند. در سال ۲۰۰۲ به استادیاری و در سال ۲۰۰۷ به دانشیاری رسید. رسالهٔ دکترای او در مورد "بررسی قدرت محلی در ایران در قرن 17-19" بود.
او در 17 آگوست 2020 ، جایزه بین‌المللی علوم انسانی فارابی را از سوی دولت ایران دریافت کرد  .

## آثار
- دنیای نسخه های خطی فارسی (انستیتوی زبان های خارجی توکیو ، انستیتوی زبان ها و فرهنگ های آسیایی و آفریقایی ، 2006) ISBN 4-87297-937-0 - با همکاری Koichi Haneda